# Григорьев, Юрий Алексеевич
Юрий Алексеевич Григорьев (2 апреля 1937, Баку — 23 октября 2018, Москва) — советский и российский артист в жанре звукоимитации и пародии, заслуженный артист РСФСР (1989).

## Биография
Юрий Григорьев родился 2 апреля 1937 года в городе Баку. Артистическую карьеру начал с середины 1950-х в Баку выступая в качестве конферансье и звукоподражателя.
В середине 1960-х годов появилась его знаменитая миниатюра «радиоприёмник» (известная так же, как «весёлый транзистор»), в которой он воспроизводил все звуки и голоса, звучащие из радиоприёмника.
С 1976 года работал конферансье в Москонцерте. В 1990-е годы вёл программу «Ах! анекдот, анекдот».
Сын — Алексей Григорьев. Был мужем певицы Валентины Легкоступовой. Внук Матвей (род. 2001).
Умер 23 октября 2018 года в результате болезни Альцгеймера.
Похоронен на Троекуровском кладбище.

## Награды
- Медаль ордена «За заслуги перед Отечеством» II степени (10 марта 2004 года) — за многолетнюю плодотворную деятельность в области культуры и искусства[4]
- Заслуженный артист РСФСР (1989 год)